# Ligne de Margaux à Sainte-Hélène
La  ligne de Margaux à Sainte-Hélène est une ligne  ferroviaire à voie normale du département de la Gironde. Elle a fonctionné entre 1884 et 1978.

## Histoire
À l'origine, un premier tronçon est mis en service par la Compagnie du chemin de fer du Médoc, le 1er mars 1884 entre Margaux et Castelnau-de-Médoc. Ensuite  la Compagnie des chemins de fer du Midi reçoit la concession d'un prolongement vers Sainte-Hélène en 1908. L'ouverture a lieu le 13 août 1915. 
Entretemps, la ligne a été confiée à la Société des chemins de fer du Born et du Marensin, puis aux Voies ferrées des Landes .
En 1933, le 30 septembre, la section Margaux - Castelnau-de-Médoc - Poudrerie de la providence (15 km)  est fermée à tout trafic. Seul subsiste le tronçon allant de la Poudrerie de la providence à Sainte-Hélène (5 km) qui ferme le 30 novembre 1978.
Ce tronçon est exploité de 1933 à 1978 par la Société générale des chemins de fer économiques qui l'intègre au réseau de la Gironde.

## Gares de jonction
- Gare de Margaux avec la Compagnie du chemin de fer du Médoc, puis la Compagnie des chemins de fer du Midi.
- Gare de Sainte-Hélène avec la Société générale des chemins de fer économiques et le  réseau de la Gironde.

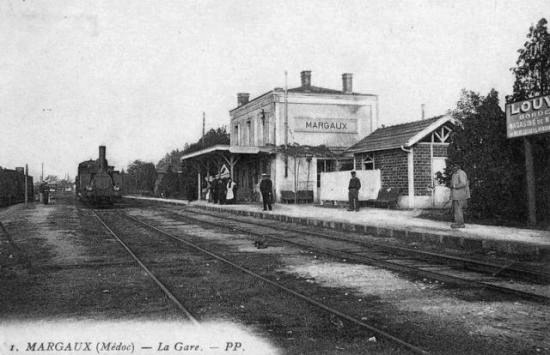
Gare de Margaux
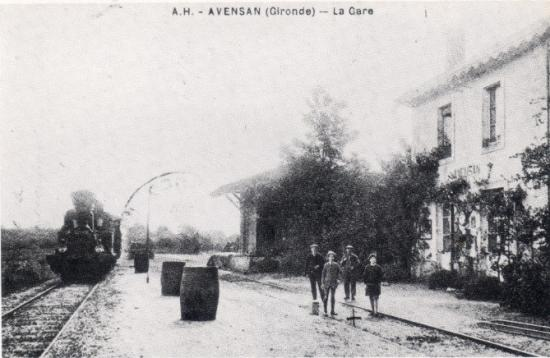
Gare d'Avensan
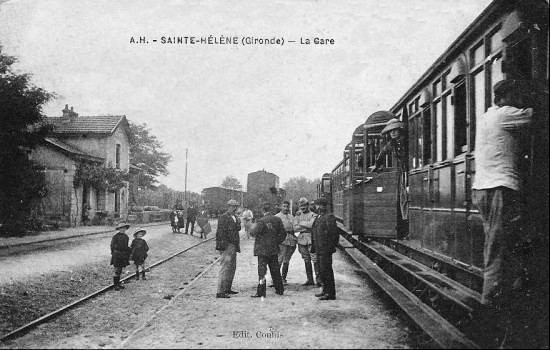
Gare de Sainte-Hélène